# Clarivett Yllescas
Clarivett Yllescas (ur. 11 sierpnia 1993 w Peru) – peruwiańska siatkarka, występująca jako środkowa. Obecnie występuje w drużynie Divino Maestro.